# Sebastian Schelenz
Sebastian Schelenz (* 16. März 1977 in Freiburg im Breisgau) ist ein deutsch-belgischer Filmproduzent und Autor.

## Leben
Schelenz ist ein Enkel des Bildhauers Walter Schelenz. Aus einer ersten Ehe stammen zwei Kinder. Er ist in zweiter Ehe mit einer belgischen Schauspielerin verheiratet.
Aufgewachsen in Freiburg, besuchte er dort das Deutsch-Französische Gymnasium. Er studierte von 1997 bis 2003 in Berlin an der Humboldt-Universität Biophysik und dann von 2003 bis 2007 am Brüsseler Institut national supérieur des arts du spectacle et des techniques de diffusion (INSAS).
Es folgte 2008 ein Master of Business Administration an der Solvay Brussels School of Economics and Management der Université libre de Bruxelles.

## Filmografie (Auswahl)
- 2007: Die Begegnung (Kurzspielfilm; Regie und Produktion)
- 2015: Ich und Kaminski (Spielfilm; Produktionsausführung; Regie: Wolfgang Becker)
- 2015: Hurricane (Dokumentarfilm; Coproduktion; Regie: Cyril Barbançon, Andy Byatt und Jacqueline Farmer)
- 2016:'Beyond the Mountains and Hills (Spielfilm; Produktionsleitung Belgien; Regie: Eran Kolirin)
- 2016: Elle (Spielfilm; Produktionsleitung Belgien; Regie: Paul Verhoeven)
- 2016: Ennemi public (Fernsehserie mit 10 Episoden; Produktionsleitung Belgien)
- 2016: The Jews (Spielfilm; Produktionsleitung Belgien; Regie: Yvan Attal)
- 2016: Tout de suite maintenant (Spielfilm; Produktionsleitung Belgien; Regie: Pascal Bonitzer)
- 2016: Arctic Heart (Spielfilm; Produktionsleitung Belgien; Regie: Marie Madinier)
- 2016: King of the Belgians (Spielfilm; Herstellungsleitung; Regie: Peter Brosens und Jessica Woodworth)
- 2016: Message from the King (Spielfilm; Produktionsleitung Belgien; Regie: Fabrice Du Welz)
- 2016: Marie Curie (Spielfilm; Coproduktion; Regie: Marie Noëlle)
- 2016: Don’t Tell Her (Spielfilm; Produktionsleitung; Regie: Solange Cicurel)
- 2017: Es war einmal in Deutschland… (Spielfilm; Produktionsleitung Belgien; Regie: Sam Garbarski)
- 2017: Barrage (Spielfilm; Produktion; Regie: Laura Schroeder)
- 2017: When the Day Had No Name (Spielfilm; Produktionsleitung Belgien; Regie: Teona Strugar Mitevska)
- 2018: Liliane Susewind – Ein tierisches Abenteuer (Spielfilm; Coproduktion; Regie: Joachim Masannek)
- 2018: Mackie Messer – Brechts Dreigroschenfilm (Spielfilm; Coproduktion; Regie: Joachim A. Lang)
- 2018: Dreamland (Spielfilm; Produktion; Regie: Bruce McDonald)
- 2023: Les enfants perdus